# Cultura d'Alamito

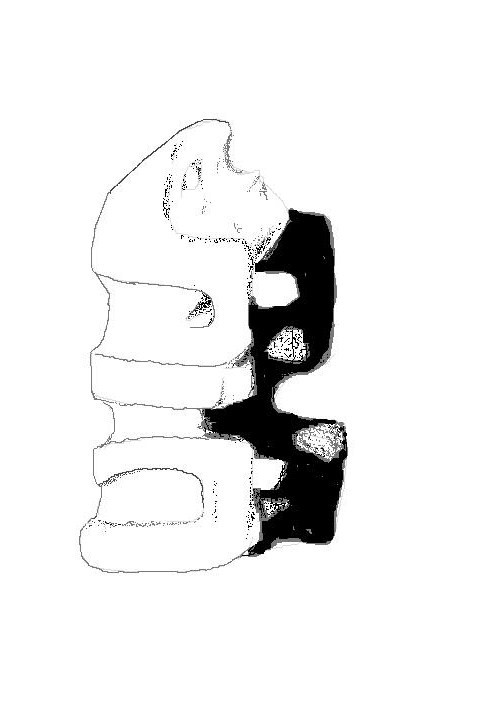
Escultura monolítica d'un suplicant

La Cultura d'Alamito es va desenvolupar entre el 400 aC i el 650, a la zona del Campo de Pucará, a la província argentina de Catamarca.
A causa dels seus forts contactes amb la Cultura Condorhuasi, va rebre una important influència d'ella.
La seva economia es va basar en l'agricultura, la criança de llames i la recol·lecció dels fruits del garrofer i del chañar.
Van treballar admirablement la pedra, creant les obres anomenades «suplicants» prenent com a model la figura humana, d'absoluta originalitat.